# Sunds hall
Sunds hall är en bebyggelse vid Byfjorden väster om Uddevalla i Uddevalla kommun  i Bohuslän. Sunds hall avgränsades som småort av SCB 2023.